# Epinephelus aeneus

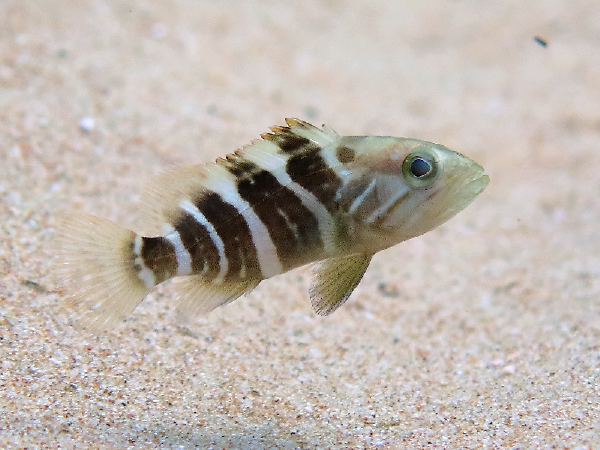
Epinephelus aeneusмолодий

Epinephelus aeneus — вид морських лучеперих риб, окунь з підродини Epinephelinae, яка є частиною родини Serranidae, до якої також входять антії та морські окуні. Цей вид зустрічається в субтропічному східному Атлантичному океані та південному Середземному морі.

## Опис
Epinephelus aeneus має голову, яка довша за глибину тіла, стандартна довжина в 3-3,6 рази перевищує глибину тіла. Спинний профіль опуклий між очима. Передньоспинний плавець кутастий і має від 3 до 6 великих шипів під кутом, найнижчий з яких спрямований донизу. Спинний плавець містить 10-11 шипів і 14-16 м'яких променів, тоді як анальний плавець має 3 шипи та 7-9 м'яких променів.Хвостовий плавець закруглений, а тіло вкрите дрібною лускою, яка знаходиться під товстою шкірою. На бічній лінії налічується понад 90 лусок. Загальне забарвлення зеленувато-бронзове з темнішими плавниками, які мають коричнево-фіолетове забарвлення з білими або блідими краями. Поперек зябрової кришки проходять 3-4 блідо-блакитні або білі лінії, які у великих дорослих особин можуть бути досить слабкими. Молодь має слабкі темні плями на тілі, які утворюють 5 невиразних темних вертикальних смуг. Молодь також має невиразні темні плями на плавниках. Максимальна загальна довжина цього виду становить 120 сантиметрів (47 дюймів), хоча частіше зустрічаються особини довжиною близько 60 сантиметрів (24 дюйми), а максимальна опублікована вага — 25 кілограмів (55 фунтів).

## Поширення
Epinephelus aeneus зустрічається у східній частині Атлантичного океану від південної Португалії та південної Іспанії на південь уздовж західного узбережжя Африки аж до Анголи, включаючи острови в Гвінейській затоці. Його наявність на Канарських островах і Мадейрі потребує перевірки. Він зустрічається в південному та східному Середземномор'ї, але, схоже, розширює свій ареал на північ, будучи раніше відсутнім на північ від 44° пн. ш. в Адріатичному морі та відсутнім в центральному Середземномор'ї, але були зареєстровані випадки його появи на Корсиці та в Монако, серед інших нещодавніх записів з північного Середземномор'я. Цей вид має давню історію бродяжництва, а синонім Perca robusta був заснований на зразку, взятому в Корнуоллі на південному заході Англії.

## Середовище проживання та біологія
Epinephelus aeneus зустрічається на субстратах зі скельних порід або мулу та піску, молодь — у прибережних лагунах та лиманах, а дорослі особини — на глибинах від 20 до 200 метрів (66 і 656 футів). Це м'ясоїдний вид. Біля берегів Західної Африки було виявлено, що 58 % їхнього раціону складають риби, 21 % — молюски, 10 % — краби і 10 % — головоногі молюски. Існує сезонна міграція цього виду біля берегів Сенегалу та Мавританії, яка пов'язана з припливом біля берегів цих країн. Вони є протогінними гермафродитами, самки яких досягають статевої зрілості при досягненні загальної довжини 50-60 сантиметрів (20-24 дюйми) у віці 5-7 років, а зміна статі на чоловічу відбувається у віці 10-13 років. Біля Тунісу цей вид нереститься протягом червня та липня, а в затоці Іскендерун у Туреччині нерест починається на початку червня і триває до кінця серпня.

## Таксономія
Epinephelus aeneus був вперше офіційно описаний у 1817 році як Serranus aeneus французьким натуралістом Етьєном Жоффруа Сент-Ілером (1772—1844) із зазначенням типового місця проживання в Єгипті.

## Використання
Epinephelus aeneus є дуже важливим промисловим видом для рибальства на всій території свого ареалу, рибалки використовують для його вилову гачкові та тралові сітки. У водах Сенегалу цей вид виловлюють переважно кустарні рибалки, проте існує і місцевий промисловий вилов, який орієнтований на експорт, переважно до Європи. Надмірний вилов є основною загрозою для Epinephelus aeneus. Навіть там, де він перебуває під охороною, браконьєри полюють на нього вночі з рушницями та ліхтарями. Його розводять в аквакультурі в Ізраїльському національному центрі марикультури. Його продають свіжим або консервованим шляхом копчення.